# Слєме (Стубицьке Топлице)
45°55′ пн. ш. 15°58′ сх. д. / 45.91° пн. ш. 15.96° сх. д.
Слєме (хорв. Sljeme) — населений пункт у Хорватії, в Крапинсько-Загорській жупанії у складі громади Стубицьке Топлиці.

## Населення
Населення за даними перепису 2011 року становило 22 осіб.
Динаміка чисельності населення поселення:

## Клімат
Середня річна температура становить 8,70 °C, середня максимальна – 21,20 °C, а середня мінімальна – -5,38 °C. Середня річна кількість опадів – 1130 мм.
| Клімат поселення                              | Клімат поселення | Клімат поселення | Клімат поселення | Клімат поселення | Клімат поселення | Клімат поселення | Клімат поселення | Клімат поселення | Клімат поселення | Клімат поселення | Клімат поселення | Клімат поселення | Клімат поселення |
| Показник                                      | Січ.             | Лют.             | Бер.             | Квіт.            | Трав.            | Черв.            | Лип.             | Серп.            | Вер.             | Жовт.            | Лист.            | Груд.            |                  |
| Середній максимум, °C                         | 4,95             | 5,72             | 9,42             | 12,99            | 18,00            | 21,20            | 20,66            | 20,24            | 16,52            | 11,81            | 6,46             | 3,59             |                  |
| Середня температура, °C                       | −0,22            | 0,54             | 4,23             | 7,81             | 12,82            | 16,02            | 17,97            | 17,55            | 13,84            | 9,13             | 3,77             | 0,92             |                  |
| Середній мінімум, °C                          | −5,38            | −4,63            | −0,96            | 2,63             | 7,63             | 10,85            | 15,28            | 14,87            | 11,15            | 6,45             | 1,09             | −1,78            |                  |
| Норма опадів, мм                              | 58               | 62               | 78               | 88               | 97               | 124              | 108              | 108              | 107              | 106              | 109              | 85               |                  |
| Середньомісячна швидкість вітру, м/с          | 2.18             | 2.26             | 2.56             | 2.50             | 2.40             | 2.07             | 1.99             | 1.94             | 1.97             | 2.18             | 2.30             | 2.32             |                  |
| Середньомісячна сонячна радіація, кДж/м²·день | 4271             | 6984             | 10494            | 14716            | 18580            | 20190            | 21039            | 18353            | 13801            | 8786             | 4718             | 3479             |                  |
| --------------------------------------------- | ---------------- | ---------------- | ---------------- | ---------------- | ---------------- | ---------------- | ---------------- | ---------------- | ---------------- | ---------------- | ---------------- | ---------------- | ---------------- |
| Джерело:                                      |                  |                  |                  |                  |                  |                  |                  |                  |                  |                  |                  |                  |                  |